# Labourse
Labourse est une commune française située dans le département du Pas-de-Calais en région Hauts-de-France. Ses habitants sont appelés les Laboursois. La commune est membre de la communauté d'agglomération de Béthune-Bruay, Artois-Lys Romane.

## Géographie

### Localisation
Localisée dans le sud-est du département du Pas-de-Calais, Labourse est une commune limitrophe, au sud-est, de la commune de Nœux-les-Mines (aire d'attraction) et située, à vol d'oiseau, à 4 km au sud-ouest de la commune de Béthune (chef-lieu d'arrondissement).
Le territoire de la commune est limitrophe de ceux de cinq communes.
Les communes limitrophes sont  Beuvry, Mazingarbe, Nœux-les-Mines, Sailly-Labourse et Verquigneul.

### Géologie et relief
La superficie de la commune est de 4,7 km2 ; son altitude varie de 18  à   44 m.

### Hydrographie
Le territoire de la commune est situé dans le bassin Artois-Picardie.
La commune est traversée par deux cours d'eau :
- la Loisne amont, cours d'eau naturel de 10,52 km, qui prend sa source dans la commune de Hersin-Coupigny et se jette dans le canal de Beuvry au niveau de la commune de Beuvry[4] ;
- le ruisseau de la Fontaine de Bray, un cours d'eau naturel de 12 km, qui prend sa source dans la commune d'Hersin-Coupigny et se jette dans le Canal d'Aire à La Bassée au niveau de la commune de Festubert[5].

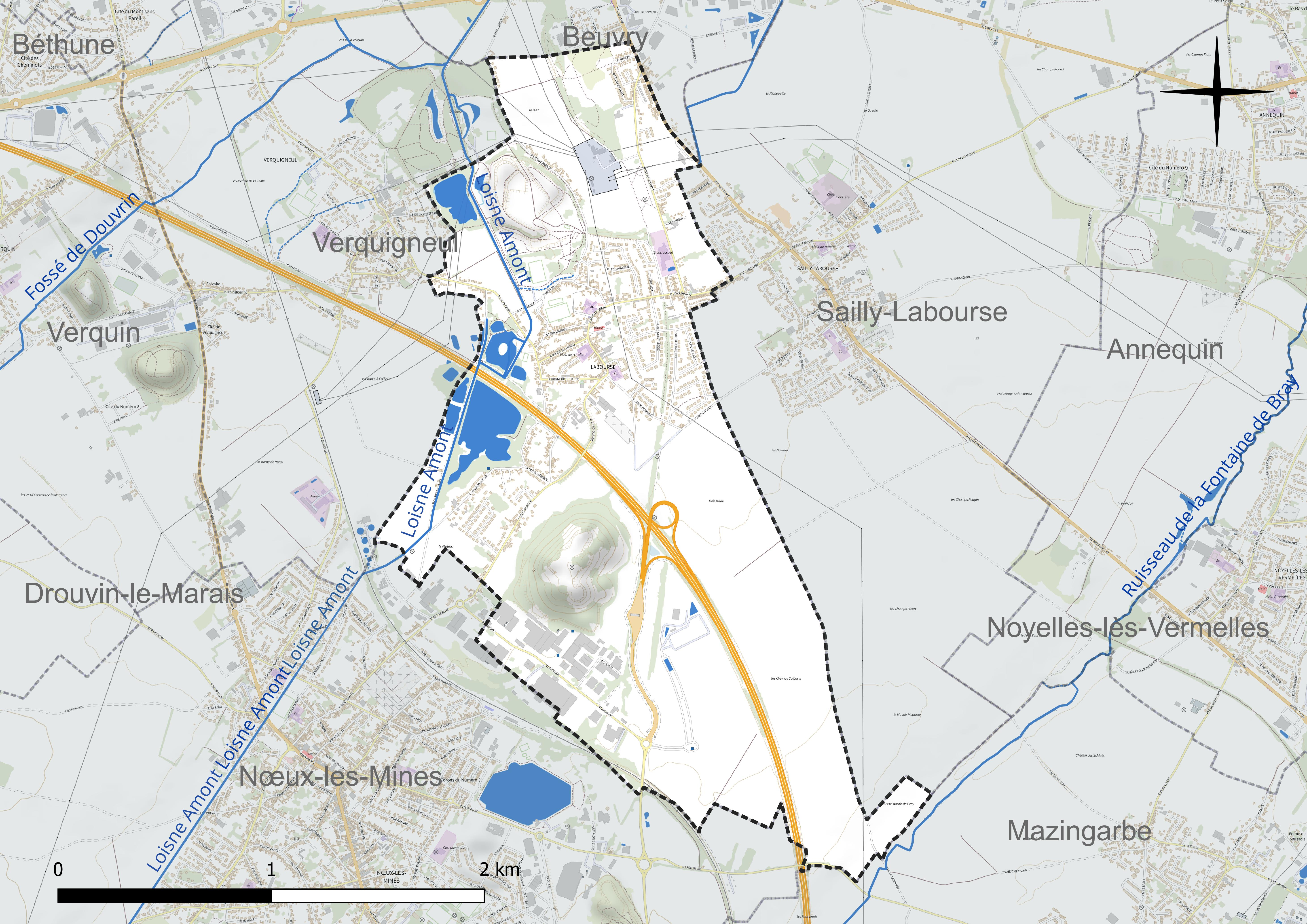
Réseau hydrographique de Labourse.

### Climat
Pour des articles plus généraux, voir Climat des Hauts-de-France et Climat du Pas-de-Calais.
En 2010, le climat de la commune est de type climat océanique dégradé des plaines du Centre et du Nord, selon une étude du CNRS s'appuyant sur une série de données couvrant la période 1971-2000. En 2020, Météo-France publie une typologie des climats de la France métropolitaine dans laquelle la commune est exposée à un climat océanique et est dans une zone de transition entre les régions climatiques « Nord-est du bassin Parisien » et « Côtes de la Manche orientale ».
Pour la période 1971-2000, la température annuelle moyenne est de 10,5 °C, avec une amplitude thermique annuelle de 14,1 °C. Le cumul annuel moyen de précipitations est de 724 mm, avec 12,1 jours de précipitations en janvier et 9 jours en juillet. Pour la période 1991-2020, la température moyenne annuelle observée sur la station météorologique la plus proche, située sur la commune de Lillers à 16 km à vol d'oiseau, est de 11,1 °C et le cumul annuel moyen de précipitations est de 731,5 mm,. Pour l'avenir, les paramètres climatiques de la commune estimés pour 2050 selon différents scénarios d'émission de gaz à effet de serre sont consultables sur un site dédié publié par Météo-France en novembre 2022.

### Milieux naturels et biodiversité

#### Zones naturelles d'intérêt écologique, faunistique et floristique
L’inventaire des zones naturelles d'intérêt écologique, faunistique et floristique (ZNIEFF) a pour objectif de réaliser une couverture des zones les plus intéressantes sur le plan écologique, essentiellement dans la perspective d’améliorer la connaissance du patrimoine naturel national et de fournir aux différents décideurs un outil d’aide à la prise en compte de l’environnement dans l’aménagement du territoire.
Le territoire communal comprend deux ZNIEFF de type 1 : 
- le marais de la Loisne. Localisé sur les anciens marais de la Loisne au sud-est de la ville de Béthune et incluant les terrils édifiés sur les mêmes marais, le site a été largement réaménagé en espace de loisirs avec de nombreux étangs de pêche[12] ;
- le terril no 45 des ancienne usines de Noeux-les-Mines à Labourse, d'une superficie de 25 ha et d'une altitude variant de 23  à   77 mètres. C'est un terril tabulaire édifié en 1927, qui, de par sa visibilité, présente un intérêt paysager[13].

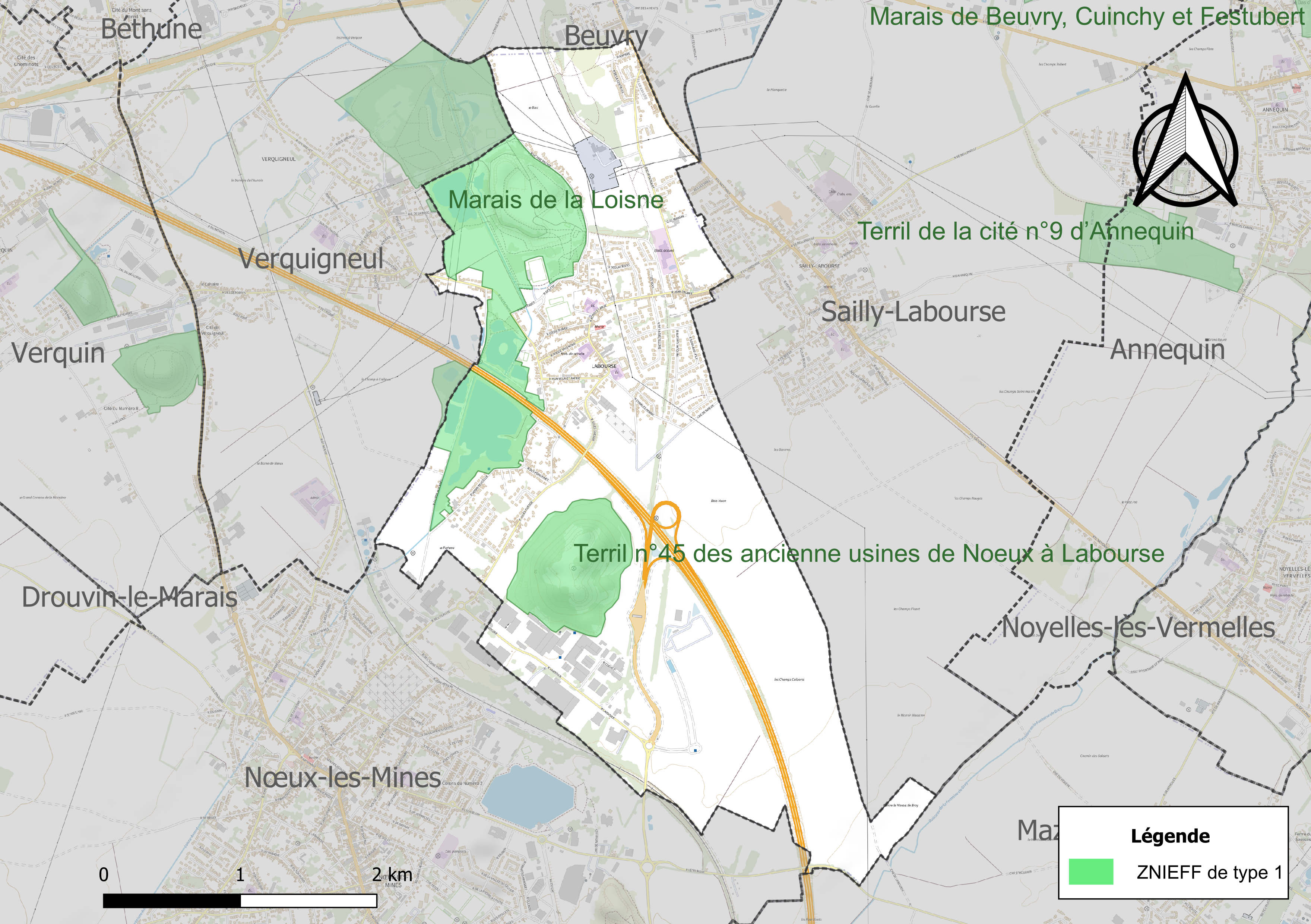
Carte des ZNIEFF sur la commune.

#### Espèces faunistiques et floristiques
L’Inventaire national du patrimoine naturel (INPN) recense plusieurs espèces faunistiques et floristiques sur le territoire de la commune dont certaines sont protégées et d’autres menacées et quasi-menacées.

## Urbanisme

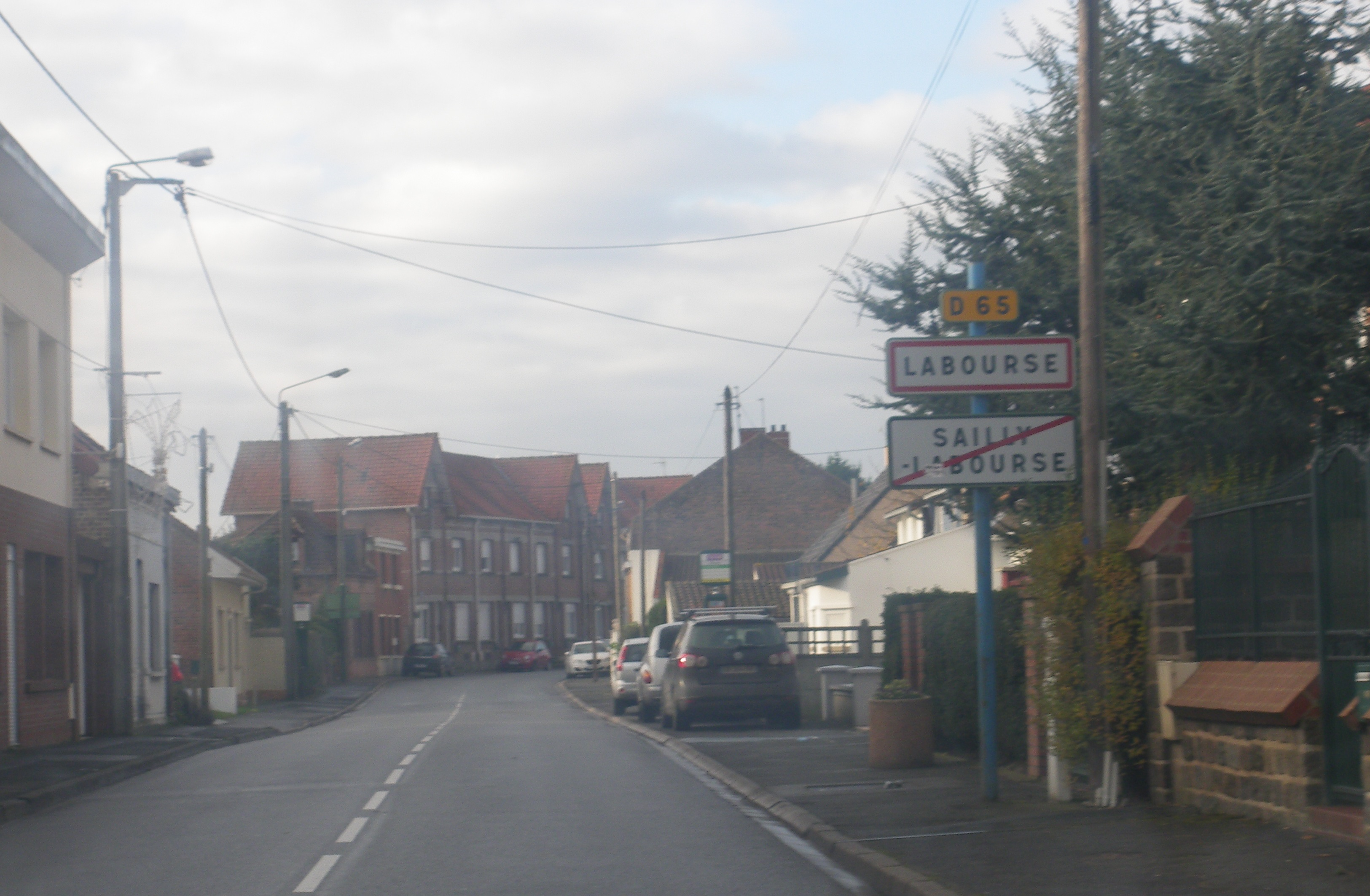
Labourse, depuis Sailly-Labourse.

### Typologie
Au 1er janvier 2024, Labourse est catégorisée ceinture urbaine, selon la nouvelle grille communale de densité à sept niveaux définie par l'Insee en 2022.
Elle appartient à l'unité urbaine de Béthune, une agglomération inter-départementale regroupant 94  communes, dont elle est une commune de la banlieue,,. Par ailleurs la commune fait partie de l'aire d'attraction de Nœux-les-Mines, dont elle est une commune du pôle principal,. Cette aire, qui regroupe 8 communes, est catégorisée dans les aires de moins de 50 000 habitants,.

### Occupation des sols
L'occupation des sols de la commune, telle qu'elle ressort de la base de données européenne d’occupation biophysique des sols Corine Land Cover (CLC), est marquée par l'importance des territoires artificialisés (48,3 % en 2018), une proportion sensiblement équivalente à celle de 1990 (47,8 %). La répartition détaillée en 2018 est la suivante : 
terres arables (46,5 %), zones urbanisées (28,6 %), mines, décharges et chantiers (11,9 %), zones industrielles ou commerciales et réseaux de communication (6,7 %), eaux continentales (5,2 %), espaces verts artificialisés, non agricoles (1,1 %). L'évolution de l’occupation des sols de la commune et de ses infrastructures peut être observée sur les différentes représentations cartographiques du territoire : la carte de Cassini (XVIIIe siècle), la carte d'état-major (1820-1866) et les cartes ou photos aériennes de l'IGN pour la période actuelle (1950 à aujourd'hui).

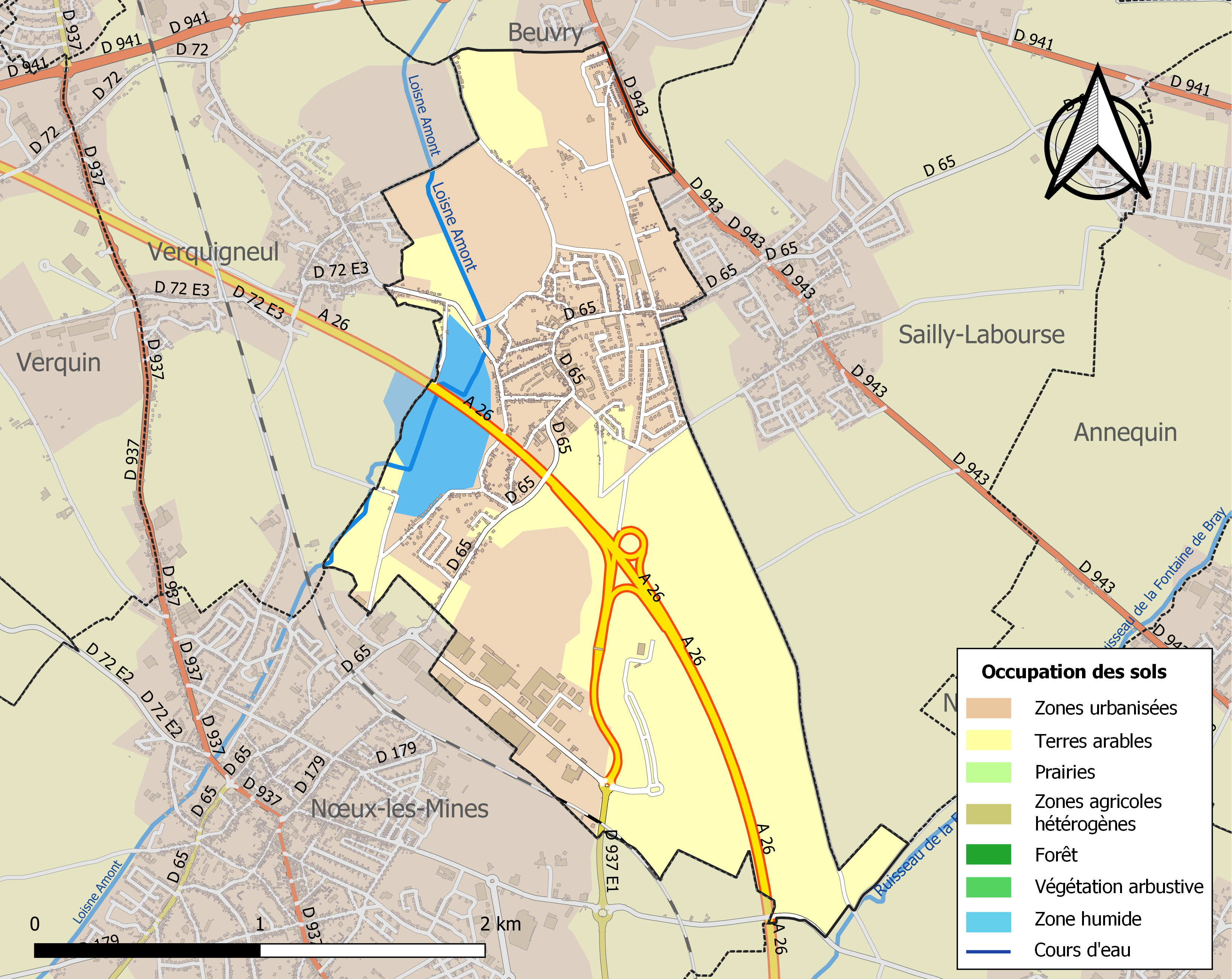
Carte des infrastructures et de l'occupation des sols de la commune en 2018 (CLC).

## Toponymie
Le nom de la localité est attesté sous les formes Bursa en 1074 ; Le Borse en 1206 ; Bourres en 1403 ; Le Boursse en 1407 ; Le Bourse-lez-Sailly en 1565 ; Bourse-lez-Sailly en 1739 ; La Bourse en 1793 et Labourse depuis 1801.
Ce toponyme vient du néerlandais burs qui signifie « la broussaille ».

## Histoire

### Première Guerre mondiale
Pendant la Première Guerre mondiale, en octobre 1914, des troupes françaises séjournent dans la commune et dans les communes voisines, sur le front ou à proximité de celui-ci : Sailly-Labourse, Noyelles-les-Vermelles, Mazingarbe.
La commune est décorée de la croix de guerre 1914-1918 par décret du 25 septembre 1920, distinction également attribuée à 276 autres communes du Pas-de-Calais.

## Politique et administration

### Découpage territorial
La commune se trouve dans l'arrondissement de Béthune du département du Pas-de-Calais.

#### Commune et intercommunalités
La commune était membre de la communauté de communes de Nœux et environs, créée fin 1992. Celle-ci disparait le 1er janvier 2014 en s'intégrant au sein de la communauté d'agglomération de l'Artois.
Dans le cadre des dispositions de la loi portant nouvelle organisation territoriale de la République (Loi NOTRe) du 7 août 2015, qui prévoit que les établissements publics de coopération intercommunale (EPCI) à fiscalité propre doivent avoir un minimum de 15 000 habitants, celle-ci fusionne avec la Communauté de communes Artois-Lys et la Communauté de communes Artois-Flandres, formant, le 1er janvier 2017, la communauté d'agglomération de Béthune-Bruay, Artois-Lys Romane, dont est désormais membre la commune. Cette communauté d'agglomération de Béthune-Bruay, Artois-Lys Romane regroupe 100 communes et totalise 275 327 habitants en 2021.

#### Circonscriptions administratives
La commune faisait partie de 1801 à 1973 du canton de Cambrin, année où elle intègre le canton de Nœux-les-Mines,. Dans le cadre du redécoupage cantonal de 2014 en France, ce canton, dont la commune est toujours membre, est modifié, passant de 4 à 13 communes.

#### Circonscriptions électorales
Pour l'élection des députés, la commune fait partie depuis 2012 de la dixième circonscription du Pas-de-Calais.

### Élections municipales et communautaires

#### Liste des maires
| Période                                  | Période                    | Identité              | Étiquette | Qualité                                                                                          |
| ---------------------------------------- | -------------------------- | --------------------- | --------- | ------------------------------------------------------------------------------------------------ |
| Les données manquantes sont à compléter. |                            |                       |           |                                                                                                  |
| mai 1945                                 | mars 1977                  | Édouard Joly          |           | Maire honoraire                                                                                  |
| mars 1977                                | mars 2008                  | Claude Buisine        | PS        | Agent de maîtrise Vice-président de la CC de Nœux et environs                                    |
| mars 2008                                | juin 2016                  | François Dobrowolski, | DVG       | Ingénieur retraité Décédé en fonction                                                            |
| juillet 2016                             | En cours (au 24 mars 2022) | Philippe Scaillierez  | DVG       | Professeur du second degré Vice-président du SIVOM du Béthunois, Réélu pour le mandat 2020-2026, |

### Instances de démocratie participative
La commune s'est dotée d'un conseil municipal des jeunes.

## Équipements et services publics
La commune est également membre du SIVOM du Béthunois, qui assure de nombreux services tels que l'adduction d'eau, la restauration scolaire et les centres de loisir, la voirie.

### Espaces publics
La commune est labellisée « 1 fleur » au concours des villes et villages fleuris.

## Population et société

### Démographie
Les habitants sont appelés les Laboursois.

#### Évolution démographique
L'évolution du nombre d'habitants est connue à travers les recensements de la population effectués dans la commune depuis 1793. Pour les communes de moins de 10 000 habitants, une enquête de recensement portant sur toute la population est réalisée tous les cinq ans, les populations de référence des années intermédiaires étant quant à elles estimées par interpolation ou extrapolation. Pour la commune, le premier recensement exhaustif entrant dans le cadre du nouveau dispositif a été réalisé en 2007.

En 2022, la commune comptait 2 876 habitants, en évolution de +3,86 % par rapport à 2016 (Pas-de-Calais : −0,72 %, France hors Mayotte : +2,11 %).
| 1793 | 1800 | 1806 | 1821 | 1831 | 1836 | 1841 | 1846 | 1851 |
| ---- | ---- | ---- | ---- | ---- | ---- | ---- | ---- | ---- |
| 190  | 201  | 237  | 270  | 327  | 323  | 321  | 336  | 354  |

| 1856 | 1861 | 1866 | 1872 | 1876 | 1881 | 1886 | 1891 | 1896 |
| ---- | ---- | ---- | ---- | ---- | ---- | ---- | ---- | ---- |
| 338  | 370  | 431  | 488  | 536  | 558  | 764  | 839  | 965  |

| 1901  | 1906  | 1911  | 1921  | 1926  | 1931  | 1936  | 1946  | 1954  |
| ----- | ----- | ----- | ----- | ----- | ----- | ----- | ----- | ----- |
| 1 134 | 1 349 | 1 533 | 1 791 | 2 243 | 2 214 | 2 126 | 2 376 | 2 245 |

| 1962  | 1968  | 1975  | 1982  | 1990  | 1999  | 2006  | 2007  | 2012  |
| ----- | ----- | ----- | ----- | ----- | ----- | ----- | ----- | ----- |
| 2 272 | 2 201 | 1 926 | 1 711 | 2 057 | 2 028 | 2 166 | 2 188 | 2 429 |

| 2017  | 2022  | - | - | - | - | - | - | - |
| ----- | ----- | - | - | - | - | - | - | - |
| 2 847 | 2 876 | - | - | - | - | - | - | - |

#### Pyramide des âges
En 2018, le taux de personnes d'un âge inférieur à 30 ans s'élève à 40,5 %, soit au-dessus de la moyenne départementale (36,7 %). À l'inverse, le taux de personnes d'âge supérieur à 60 ans est de 17,2 % la même année, alors qu'il est de 24,9 % au niveau départemental.
En 2018, la commune comptait 1 382 hommes pour 1 496 femmes, soit un taux de 51,98 % de femmes, légèrement supérieur au taux départemental (51,50 %).
Les pyramides des âges de la commune et du département s'établissent comme suit.
| Hommes | Classe d’âge | Femmes |
| ------ | ------------ | ------ |
| 0,3    | 90 ou +      | 2,0    |
| 2,7    | 75-89 ans    | 6,2    |
| 10,8   | 60-74 ans    | 12,1   |
| 21,1   | 45-59 ans    | 17,4   |
| 22,5   | 30-44 ans    | 23,8   |
| 17,3   | 15-29 ans    | 15,3   |
| 25,3   | 0-14 ans     | 23,2   |

| Hommes | Classe d’âge | Femmes |
| ------ | ------------ | ------ |
| 0,5    | 90 ou +      | 1,6    |
| 5,6    | 75-89 ans    | 8,9    |
| 16,7   | 60-74 ans    | 18,1   |
| 20,2   | 45-59 ans    | 19,2   |
| 18,9   | 30-44 ans    | 18,1   |
| 18,2   | 15-29 ans    | 16,2   |
| 19,9   | 0-14 ans     | 17,9   |

## Économie

### Revenus de la population et fiscalité
En 2021, la commune compte 1 058 ménages fiscaux, regroupant 2 807 personnes.
Le revenu fiscal médian par ménage, le taux de pauvreté des ménages et la part des ménages fiscaux imposés de la commune, du département du Pas-de-Calais et de la métropole sont les suivants :
- le revenu fiscal médian par ménage de la commune est de 22 080 €, supérieur à celui du département du Pas-de-Calais (20 720 €) et inférieur à celui de la France métropolitaine (23 080 €)[Insee 1],[Insee 2],[Insee 3] ;
- le taux de pauvreté des ménages de la commune est de 15 %, de 18,4 % au niveau du département et de 14,9 % au niveau de la métropole[Insee 4],[Insee 5],[Insee 6] ;
- la part des ménages fiscaux imposés dans la commune est de 48 %, de 44,1 % au niveau du département et de 53,4 % au niveau de la métropole[Insee 1],[Insee 2],[Insee 3].

### Entreprises et commerces
La zone industrielle n°1 est implantée sur la commune et dispose d'un accès à l'autoroute A26 (sortie 6.1).

## Culture locale et patrimoine

### Lieux et monuments

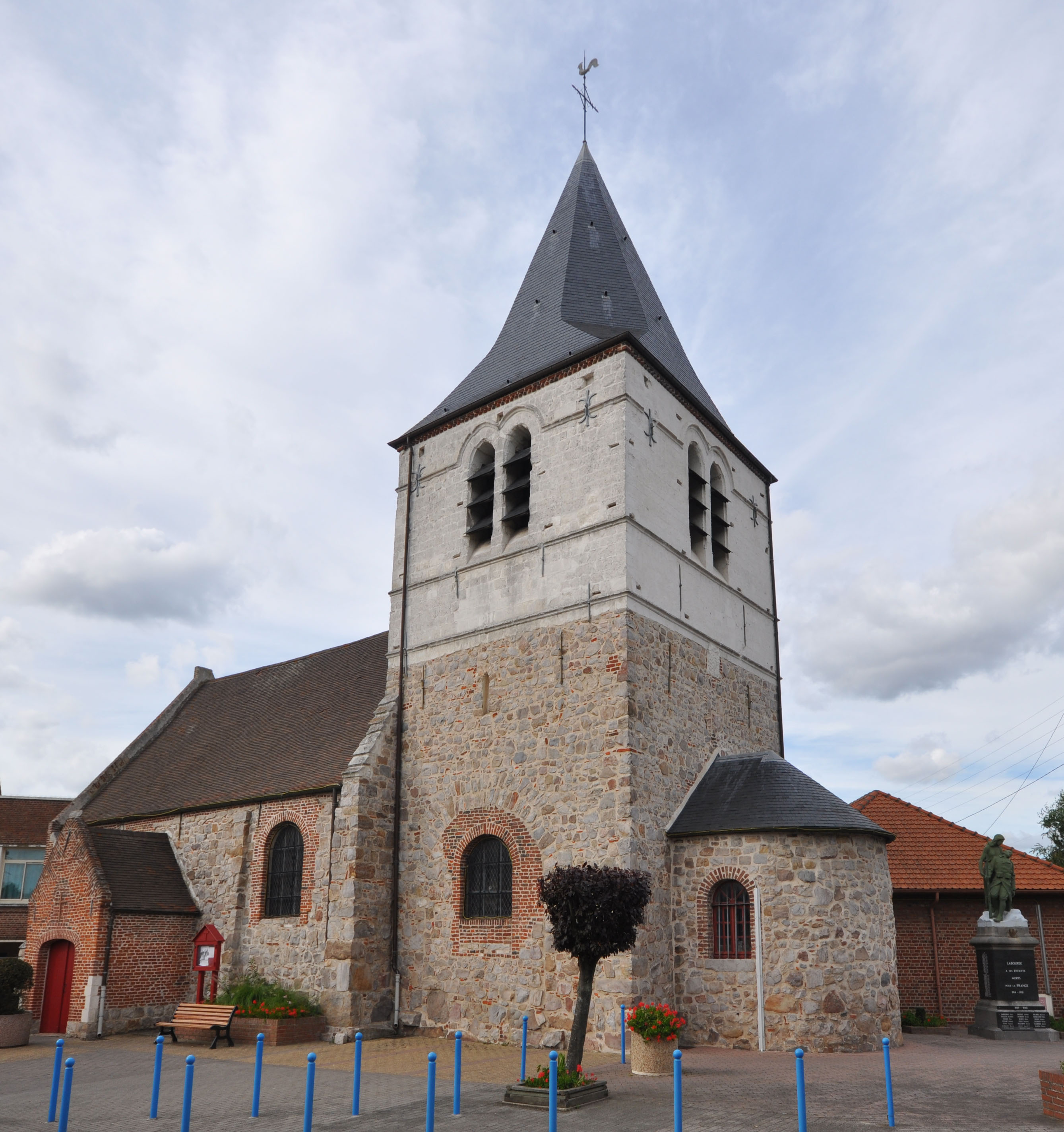
L'église Saint-Martin.

- L'église paroissiale Saint-Martin, inscrite aux monuments historiques par arrêté du 26 mai 1926[47].
- Le monument aux morts[48].

### Héraldique
| Blason de Labourse | Blason  | Coupé : au 1er d'azur semé de fleurs de lis d'or, au cerf passant d'argent, au 2e parti au I d'argent à la fasce de gueules, au II écartelé d'or et de sable. Ornements extérieursCroix de guerre 1914-1918 |
| Blason de Labourse | Détails | Adopté par la municipalité en 1983. |

## Pour approfondir

#### Bases de données, dictionnaires et encyclopédies
- Ressources relatives à la géographie :   - Insee (communes)
  - Ldh/EHESS/Cassini
- Ressource relative à plusieurs domaines :   - Annuaire du service public français
- Notices d'autorité :   - BnF (données)